# 김영화 (영화 감독)
김영화(金永華)는 한국의 연극인이며 영화 감독이다.

## 생애
일본 니혼 대학 예술학과에 유학하면서 도쿄의 한국인 유학생들과 함께 1934년 동경학생예술좌를 창립하여 연극 운동을 했다. 동경학생예술좌에는 박동근, 마완영, 주영섭 등이 참가하여 창작 희곡을 무대에 올리고 동인지 《막(幕)》을 발간했다.
일제강점기 말기에 친일 영화를 감독한 일이 있다. 서항석과 김영화가 제작을 맡은 《아내의 윤리》(1941)와 일본 공군 홍보영화인 《우러르라 창공(일본어: 仰げ大空)》(1943년)의 두 편이다. 이 중 《우러르라 창공》은 군국주의를 직설적으로 옹호하는 내용의 본격적인 친일 영화로, 김영화가 편집과 기획까지 담당했다.
광복 후 1948년 안석주, 안철영 등과 함께 우익 영화인 모임인 대한영화협의회의 최고위원을 맡았으나, 한국 전쟁을 전후하여 월북했다. 이 때문에 김영화가 우익 단체에 세포 격으로 잠입한 것이라는 추측도 있다. 반면 납북되었다는 설 도 있어 북조선으로 가게 된 경위는 분명치 않다.
2008년 발표된 민족문제연구소의 친일인명사전 수록예정자 명단의 연극/영화 부문에 포함되었다.

## 참고자료
- 이효인, 영화계 친일행위의 논리와 성격 《디지털 웹진 Now Art》 (2002년 광복 57주년 기념 학술 심포지엄 - 문화예술의 친일 논리와 성격)
- 편집부 (2003년 2월 3일). 《한국영화사연구》. 서울: 새미. 195~196쪽쪽. ISBN 8956280614.